# Јелечкиње-барјачкиње
Јелечкиње-барјачкиње је традиционална колективна дечија игра. Ова дечија игра била је популарна у свим крајевима Србије у 19. веку и изводила се под различитим именима. Број играча није одређен правилимa.

## Правила игре
Пре почетка игре, играчи се договоре и поделе у две групе, које током трајања игре стоје једна наспрам друге, на раздаљини од десет метара. Након поделе у групе договором се одређује која група започиње игру.
Током извођења игре, играчи се држе за руке са својим саиграчима, стварајући ланац. Група која почиње игру, супарничкој групи поставља питање Јелечкиње, барјачкиње, кога ћете?. На постављено питање, играчи из друге групе се договоре којег играча ће позвати, те се узвикује његово име. Најчешће се бира играч са најслабијом конституцијом. Прозвани играч из залета покушава да пробије ланац између два играча за које мисли да су најслабији у другој групи, окрећући се раменом или надлактицом. Уколико би то успео, враћао се у своју групу, одводећи једног од играча из супарничке екипе. Међутим, уколико не би успео да пробије ланац, остајао је у притивничкој екипи и наставио такмичење као њен члан. Исти поступак се понавља све док се сви играчи не би нашли у једној групи. Победник је она група која успе да на своју страну преведе што већи број играча из супротне групе. Након завршеног циклуса, играчи се поново деле и две групе и цела игра се понавља.
Деца је играју током пролећних, летњих и јесењих месеци између стамбених квартова или у школском дворишту.

## Назив игре
Назив игре има више имена. У нишком крају зову јe Арјачкиње Барјачкиње, у Котору Еберећке или ебертуте.
У Војводини је током седамдесетих година двадесетог века игра променила назив у Дај, царе војску, тако да је упитна форма Јелечкиње, барјачкиње, кога ћете? замењена са Дај, царе војску, док су остали сегменти исти.
У Русији и бившим земљама Совјетског Савеза ова игра је позната под наѕивом Али баба и Ак-Терек - Кок-Терек, док се у Мађарској зове Adj, király, katonát!.
У Великој Британији игра је позната под називом Red Rover или Forcing the city gates или octopus tag.
У Румунији, ова игра је позната под називом Țara, țara vrem ostași, док се у Чешкој ова игра зове Král vysílá své vojsko.
У јужном делу Србије, игра је позната под називом "Чија војска - Апри војска".

## Корист за развој и социјализацију деце
Дечија игра Јелечкиње-барјачкиње спада у покретне игре. Покретне игре се убрајају у игре са готовим правилима и заснивају на вршењу одређених кретњи и радњи сопственим телом. Ова игра поспешује окретност и кондицију, али и тимски рад и поверење.